# Kazuma Kita
Kazuma Kita (født 21. december 1981) er en japansk tidligere professionel fodboldspiller.
Han har spillet for flere forskellige klubber i sin karriere, herunder Thespakusatsu Gunma.